# Magdaleno Aguilar Castillo
Magdaleno Aguilar Castillo (Rancho La Reforma, Jaumave, Tamaulipas, 22 de julio de 1897-Ciudad de México, 26 de julio de 1991) fue un líder agrario y político. De origen campesino, actuó como líder agrario y dirigente vinculado al Partido Socialista Fronterizo y al sector político llamado portesgilista por su relación con el licenciado Emilio Portes Gil. 
Participó en la fundación y desarrollo de la Liga de Comunidades Agrarias y Sindicatos Campesinos de Tamaulipas, destacando como líder agrarista juntamente con Bernardo Turrubiates, Conrado Castillo, José Escandón y otros. Desempeño la Secretaría General de la Liga de Comunidades Agrarias del Estado de 1935 a 1940. Fue diputado al Congreso de Tamaulipas por el periodo 1936-1937; el 5 de febrero de 1941, después de haber triunfado en las elecciones de diciembre de 1940 contra Guillermo Shears Villarreal del  Revolucionario de Unificación Nacional, y contra el general Cesar López de Lara del Partido Unificador Revolucionario de Tamaulipas, tomó posesión del cargo de gobernador del Estado, cuyo periodo concluyó en febrero de 1945. Fue dirigente de la Confederación Nacional Campesina, diputado federal y senador por Tamaulipas en la XL Legislatura del Congreso de la Unión de México, caracterizándose dentro del sector campesino del Partido de la Revolución Mexicana.
Impulsor de la historia.
Poco antes de finalizar su mandato como gobernador constitucional del Estado de Tamaulipas, Magdaleno Aguilar promovió la iniciativa de lanzar un concurso que tuvo como objetivo primordial el rescate de la memoria histórica de los tamaulipecos a través de una obra de historiografía orgánica y bien elaborada. El plazo límite para entregar los trabajos fue el 31 de diciembre de 1945. El vencedor en esta contienda intelectual fue el reconocido historiador Gabriel Saldívar Silva quien recibió como premio el patrocinio del gobierno del Estado para la publicación del libro que se llamó Historia Compendiada del Estado de Tamaulipas.
En una entrevista realizada por Valentín Lavín Higuera en el año de 1975 el propio Saldívar declaró que la ausencia de una segunda edición de su obra se debía a que “ninguno de los gobernadores posteriores a don Magdaleno Aguilar ha tenido un interés especial en publicar obras históricas, con excepción del doctor Norberto Treviño Zapata”.